# Lista över pensionerade nummer i National Hockey League
Detta är en lista över pensionerade nummer i National Hockey League (NHL). Ett pensionerat nummer är ett tröjnummer som inte längre brukas i ett lag, som ett sätt att hedra en tidigare spelare som burit detta nummer. Det första laget att pensionera ett nummer var Toronto Maple Leafs som pensionerade Ace Baileys nummer 6 i februari 1934 i samband med att en All-Starmatch hölls till hans ära.
En spelare, Wayne Gretzky, har fått sitt nummer pensionerat i hela ligan. Detta betyder att ingen i NHL kan bära nummer 99 som nummer på sin tröja. 
Sju spelare har fått sitt nummer pensionerat i två olika NHL-lag:
- Bobby Hull - Chicago Blackhawks och Winnipeg Jets/Arizona Coyotes
- Gordie Howe - Detroit Red Wings och Hartford Whalers/Carolina Hurricanes
- Wayne Gretzky - Edmonton Oilers och Los Angeles Kings (har även pensionerats av ligan)
- Ray Bourque - Boston Bruins och Colorado Avalanche
- Mark Messier - New York Rangers och Edmonton Oilers
- Patrick Roy - Colorado Avalanche och Montreal Canadiens
- Tim Horton - Buffalo Sabres och Toronto Maple Leafs

## Pensionerade nummer
| Invald i Hockey Hall of Fame                          |
| Numret pensionerat i hela ligan                       |
| Har aldrig spelat i det laget                         |
| Samma nummer pensionerat för flera spelare av ett lag |

| Namn                | Lag                   | Nr | Datum            | Ref          |
| ------------------- | --------------------- | -- | ---------------- | ------------ |
| Sid Abel            | Detroit Red Wings     | 12 | 29 april 1995    |              |
| Daniel Alfredsson   | Ottawa Senators       | 11 | 29 december 2016 |              |
| Glenn Anderson      | Edmonton Oilers       | 9  | 18 januari 2009  | [ 1 ]        |
| Syl Apps            | Toronto Maple Leafs   | 10 | 15 oktober 2016  | [ 2 ]        |
| George Armstrong    | Toronto Maple Leafs   | 10 | 15 oktober 2016  | [ 2 ]        |
| Barry Ashbee        | Philadelphia Flyers   | 4  | 13 oktober 1977  | [ 3 ] [ 4 ]  |
| Ace Bailey          | Toronto Maple Leafs   | 6  | 14 februari 1934 | [ 2 ]        |
| Bill Barber         | Philadelphia Flyers   | 7  | 11 oktober 1990  | [ 5 ]        |
| Bill Barilko        | Toronto Maple Leafs   | 5  | 17 oktober 1992  | [ 2 ]        |
| Andy Bathgate       | New York Rangers      | 9  | 22 februari 2009 |              |
| Jean Beliveau       | Montreal Canadiens    | 4  | 9 oktober 1971   | [ 6 ]        |
| Rob Blake           | Los Angeles Kings     | 4  | 17 januari 2015  | [ 7 ]        |
| Mike Bossy          | New York Islanders    | 22 | 3 mars 1992      | [ 8 ]        |
| Emile Bouchard      | Montreal Canadiens    | 3  | 4 december 2009  |              |
| Ray Bourque         | Boston Bruins         | 77 | 4 oktober 2001   | [ 9 ]        |
| Ray Bourque         | Colorado Avalanche    | 77 | 24 november 2001 | [ 10 ]       |
| Johnny Bower        | Toronto Maple Leafs   | 1  | 15 oktober 2016  | [ 2 ]        |
| Michel Briere       | Pittsburgh Penguins   | 21 | 5 januari 2001   | [ 11 ]       |
| Rod Brind'Amour     | Carolina Hurricanes   | 17 | 18 februari 2011 | [ 12 ]       |
| Turk Broda          | Toronto Maple Leafs   | 1  | 15 oktober 2016  | [ 2 ]        |
| Martin Brodeur      | New Jersey Devils     | 30 | 9 februari 2016  | [ 13 ]       |
| Neal Broten         | Dallas Stars          | 7  | 7 februari 1998  | [ 14 ]       |
| Johnny Bucyk        | Boston Bruins         | 9  | 13 mars 1980     |              |
| Pavel Bure          | Vancouver Canucks     | 10 | 2 november 2013  |              |
| King Clancy         | Toronto Maple Leafs   | 7  | 15 oktober 2016  | [ 2 ]        |
| Dit Clapper         | Boston Bruins         | 5  | 12 februari 1947 |              |
| Wendel Clark        | Toronto Maple Leafs   | 17 | 15 oktober 2016  | [ 2 ]        |
| Bobby Clarke        | Philadelphia Flyers   | 16 | 15 november 1984 | [ 5 ] [ 15 ] |
| Paul Coffey         | Edmonton Oilers       | 7  | 18 oktober 2005  | [ 16 ]       |
| Charlie Conacher    | Toronto Maple Leafs   | 9  | 15 oktober 2016  | [ 2 ]        |
| Yvan Cournoyer      | Montreal Canadiens    | 12 | 12 november 2005 | [ 6 ]        |
| Ken Daneyko         | New Jersey Devils     | 3  | 24 mars 2006     | [ 17 ]       |
| Hap Day             | Toronto Maple Leafs   | 4  | 15 oktober 2016  | [ 2 ]        |
| Alex Delvecchio     | Detroit Red Wings     | 10 | 10 november 1991 |              |
| Marcel Dionne       | Los Angeles Kings     | 16 | 8 november 1990  | [ 18 ]       |
| Ken Dryden          | Montreal Canadiens    | 29 | 29 januari 2007  | [ 6 ]        |
| Phil Esposito       | Boston Bruins         | 7  | 3 december 1987  |              |
| Tony Esposito       | Chicago Blackhawks    | 35 | 20 november 1988 |              |
| Bernie Federko      | St. Louis Blues       | 24 | 16 mars 1991     |              |
| Frank Finnigan      | Ottawa Senators       | 8  | 8 oktober 1992   | [ 19 ]       |
| Adam Foote          | Colorado Avalanche    | 52 | 2 november 2013  | [ 20 ]       |
| Peter Forsberg      | Colorado Avalanche    | 21 | 8 oktober 2011   | [ 21 ]       |
| Ron Francis         | Carolina Hurricanes   | 10 | 28 januari 2006  | [ 22 ]       |
| Grant Fuhr          | Edmonton Oilers       | 31 | 9 oktober 2003   | [ 23 ]       |
| Bob Gainey          | Montreal Canadiens    | 23 | 23 februari 2008 | [ 6 ]        |
| Danny Gare          | Buffalo Sabres        | 18 | 22 november 2005 | [ 24 ]       |
| Mike Gartner        | Washington Capitals   | 11 | 28 december 2008 |              |
| Bob Gassoff         | St. Louis Blues       | 3  | 1 oktober 1977   |              |
| Bernie Geoffrion    | Montreal Canadiens    | 5  | 11 mars 2006     | [ 6 ]        |
| Eddie Giacomin      | New York Rangers      | 1  | 15 mars 1989     |              |
| Rod Gilbert         | New York Rangers      | 7  | 14 oktober 1979  |              |
| Clark Gillies       | New York Islanders    | 9  | 7 december 1996  | [ 25 ]       |
| Doug Gilmour        | Toronto Maple Leafs   | 93 | 15 oktober 2016  | [ 2 ]        |
| Bill Goldsworthy    | Minnesota North Stars | 8  | 15 februari 1992 | [ 14 ]       |
| Adam Graves         | New York Rangers      | 9  | 3 februari 2009  | [ 26 ]       |
| Wayne Gretzky       | Edmonton Oilers       | 99 | 1 oktober 1999   |              |
| Wayne Gretzky       | Los Angeles Kings     | 99 | 9 oktober 2002   | [ 18 ]       |
| Glenn Hall          | Chicago Blackhawks    | 1  | 20 november 1988 |              |
| Al Hamilton         | Edmonton Oilers       | 3  | 10 oktober 1980  |              |
| Doug Harvey         | Montreal Canadiens    | 2  | 26 oktober 1985  | [ 6 ]        |
| Dominik Hasek       | Buffalo Sabres        | 39 | 13 januari 2015  | [ 27 ]       |
| Lionel Hitchman     | Boston Bruins         | 3  | 22 februari 1934 |              |
| Tim Horton          | Buffalo Sabres        | 2  | 5 januari 1996   | [ 24 ]       |
| Tim Horton          | Toronto Maple Leafs   | 7  | 15 oktober 2016  | [ 2 ]        |
| Gordie Howe         | Detroit Red Wings     | 9  | 12 mars 1972     |              |
| Mark Howe           | Philadelphia Flyers   | 2  | 6 mars 2012      | [ 28 ]       |
| Harry Howell        | New York Rangers      | 3  | 22 februari 2009 |              |
| Bobby Hull          | Chicago Blackhawks    | 9  | 18 december 1983 |              |
| Brett Hull          | St. Louis Blues       | 16 | 5 december 2006  | [ 29 ]       |
| Dale Hunter         | Washington Capitals   | 32 | 11 mars 2000     | [ 30 ]       |
| Red Kelly           | Toronto Maple Leafs   | 4  | 15 oktober 2016  | [ 2 ]        |
| Ted Kennedy         | Toronto Maple Leafs   | 9  | 15 oktober 2016  | [ 2 ]        |
| Dave Keon           | Toronto Maple Leafs   | 14 | 15 oktober 2016  | [ 2 ]        |
| Jari Kurri          | Edmonton Oilers       | 17 | 6 oktober 2001   |              |
| Yvon Labre          | Washington Capitals   | 7  | 7 november 1981  | [ 30 ]       |
| Elmer Lach          | Montreal Canadiens    | 16 | 4 december 2009  |              |
| Guy Lafleur         | Montreal Canadiens    | 10 | 16 februari 1985 | [ 6 ]        |
| Pat LaFontaine      | Buffalo Sabres        | 16 | 3 mars 2006      | [ 24 ]       |
| Rod Langway         | Washington Capitals   | 5  | 26 november 1997 | [ 30 ]       |
| Guy Lapointe        | Montreal Canadiens    | 5  | 8 november 2014  | [ 31 ]       |
| Brian Leetch        | New York Rangers      | 2  | 24 januari 2008  |              |
| Mario Lemieux       | Pittsburgh Penguins   | 66 | 19 november 1997 |              |
| Nicklas Lidstrom    | Detroit Red Wings     | 5  | 6 mars 2014      | [ 32 ]       |
| Trevor Linden       | Vancouver Canucks     | 16 | 17 december 2008 |              |
| Ted Lindsay         | Detroit Red Wings     | 7  | 10 november 1991 |              |
| Henrik Lundqvist    | New York Rangers      | 30 | 28 januari 2022  |              |
| Al MacInnis         | St. Louis Blues       | 2  | 9 april 2006     |              |
| Keith Magnuson      | Chicago Blackhawks    | 3  | 12 november 2008 |              |
| Frank Mahovlich     | Toronto Maple Leafs   | 27 | 15 oktober 2016  | [ 2 ]        |
| Rick Martin         | Buffalo Sabres        | 7  | 15 november 1995 | [ 24 ]       |
| Bill Masterton      | Minnesota North Stars | 19 | 17 januari 1987  | [ 14 ]       |
| Lanny McDonald      | Calgary Flames        | 9  | 17 mars 1990     |              |
| Mark Messier        | New York Rangers      | 11 | 12 januari 2006  | [ 33 ]       |
| Mark Messier        | Edmonton Oilers       | 11 | 27 februari 2007 | [ 33 ]       |
| Stan Mikita         | Chicago Blackhawks    | 21 | 19 oktober 1980  |              |
| Minnesota Wild Fans | Minnesota Wild        | 1  | 11 oktober 2000  | [ 34 ]       |
| Mike Modano         | Dallas Stars          | 9  | 8 mars 2014      | [ 35 ]       |
| Dickie Moore        | Montreal Canadiens    | 12 | 12 november 2005 | [ 6 ]        |
| Howie Morenz        | Montreal Canadiens    | 7  | 2 november 1937  | [ 6 ]        |
| Markus Näslund      | Vancouver Canucks     | 19 | 11 december 2010 |              |
| Cam Neely           | Boston Bruins         | 8  | 12 januari 2004  |              |
| Scott Niedermayer   | New Jersey Devils     | 27 | 16 december 2011 |              |
| Bob Nystrom         | New York Islanders    | 23 | 1 april 1995     | [ 25 ]       |
| Terry O'Reilly      | Boston Bruins         | 24 | 24 oktober 2002  |              |
| Bobby Orr           | Boston Bruins         | 4  | 9 januari 1979   |              |
| Bernie Parent       | Philadelphia Flyers   | 1  | 11 oktober 1979  | [ 5 ]        |
| Gilbert Perreault   | Buffalo Sabres        | 11 | 17 oktober 1990  | [ 24 ]       |
| Pierre Pilote       | Chicago Blackhawks    | 3  | 12 november 2008 |              |
| Barclay Plager      | St. Louis Blues       | 8  | 24 mars 1981     |              |
| Bob Plager          | St. Louis Blues       | 5  | 2 februari 2017  |              |
| Jacques Plante      | Montreal Canadiens    | 1  | 7 oktober 1995   | [ 6 ]        |
| Denis Potvin        | New York Islanders    | 5  | 1 februari 1992  | [ 25 ]       |
| Henri Richard       | Montreal Canadiens    | 16 | 10 december 1975 | [ 6 ]        |
| Maurice Richard     | Montreal Canadiens    | 9  | 6 oktober 1960   | [ 6 ]        |
| Mike Richter        | New York Rangers      | 35 | 4 februari 2004  |              |
| Rene Robert         | Buffalo Sabres        | 14 | 15 november 1995 | [ 24 ]       |
| Larry Robinson      | Montreal Canadiens    | 19 | 19 november 2007 | [ 6 ]        |
| Luc Robitaille      | Los Angeles Kings     | 20 | 20 januari 2007  | [ 18 ]       |
| Patrick Roy         | Colorado Avalanche    | 33 | 28 oktober 2003  | [ 36 ]       |
| Patrick Roy         | Montreal Canadiens    | 33 | 22 november 2008 |              |
| Joe Sakic           | Colorado Avalanche    | 19 | 1 oktober 2009   |              |
| Börje Salming       | Toronto Maple Leafs   | 21 | 15 oktober 2016  | [ 2 ]        |
| Denis Savard        | Chicago Blackhawks    | 18 | 19 mars 1998     |              |
| Serge Savard        | Montreal Canadiens    | 18 | 18 november 2006 | [ 6 ]        |
| Terry Sawchuk       | Detroit Red Wings     | 1  | 6 mars 1994      |              |
| Milt Schmidt        | Boston Bruins         | 15 | 13 mars 1980     |              |
| Teemu Selanne       | Anaheim Ducks         | 8  | 11 januari 2015  | [ 37 ]       |
| Eddie Shore         | Boston Bruins         | 2  | 1 april 1947     |              |
| Darryl Sittler      | Toronto Maple Leafs   | 27 | 15 oktober 2016  | [ 2 ]        |
| Billy Smith         | New York Islanders    | 31 | 20 februari 1993 | [ 38 ]       |
| Stan Smyl           | Vancouver Canucks     | 12 | 3 november 1991  | [ 39 ]       |
| Martin St. Louis    | Tampa Bay Lightning   | 26 | 13 januari 2014  | [ 40 ]       |
| Scott Stevens       | New Jersey Devils     | 4  | 3 februari 2006  | [ 41 ]       |
| Vegas Strong        | Vegas Golden Knights  | 58 | 1 april 2018     | [ 42 ] [ c ] |
| Mats Sundin         | Toronto Maple Leafs   | 13 | 15 oktober 2016  | [ 2 ]        |
| Brian Sutter        | St. Louis Blues       | 11 | 30 december 1988 |              |
| Dave Taylor         | Los Angeles Kings     | 18 | 3 april 1995     | [ 18 ]       |
| Bill Torrey         | Florida Panthers      | 93 | 23 oktober 2010  |              |
| Bryan Trottier      | New York Islanders    | 19 | 20 oktober 2001  | [ 25 ]       |
| Rogatien Vachon     | Los Angeles Kings     | 30 | 14 februari 1985 | [ 18 ]       |
| Mike Vernon         | Calgary Flames        | 30 | 7 februari 2007  | [ 43 ]       |
| Glen Wesley         | Carolina Hurricanes   | 2  | 17 februari 2009 | [ 44 ]       |
| Steve Yzerman       | Detroit Red Wings     | 19 | 2 januari 2007   | [ 45 ]       |